# Міжнародний фонд захисту тварин
Міжнародний фонд захисту тварин (IFAW) є одним із найбільших благодійних фондів з охорони та захисту тварин у світі.

## Історія
Міжнародний фонд захисту тварин був заснований невеликою групою людей у 1969 році, щоб зупинити комерційне полювання на тюленів у Канаді. Один із засновників IFAW, і, можливо, його найвідоміших членів, є Брайан Девіс.
Станом на квітень 2008 р. з офісами в 15 країнах, IFAW був одним з найбільших організацій із захисту тварин у світі. Робота міжнародної команди IFAW, правових та політичних експертів і вчених зосереджена в трьох областях: скорочення комерційної експлуатації диких тварин, охорони місць проживання тварин в дикій природі, та надання екстреної допомоги тваринам у скрутному становищі.
IFAW найбільше відомий своєю провідною роллю в кампаніях по завершенню комерційного полювання на тюленів у Канаді та припиненню комерційного китобійного промислу. Фонд також відомий своєю роботою з допомоги собакам та котам у бідних громадах, захистом слонів, припиненням незаконної торгівлі слоновою кісткою, порятунком та звільненням диких тварин, наприклад носорогів та порятунком тварин після катастроф, таких як ураган Катріна в США.